# Ударник (Шатровский район)
Ударник — деревня в Шатровском районе Курганской области. Входит в состав Мехонского сельсовета.

## История
Деревня возникла в 1920 году как первая на Урале сельскохозяйственная коммуна Скнемвар. По данным на 1926 год состояла из 52 хозяйств. В административном отношении входила в состав Ленского сельсовета Мехонского района Шадринского округа Уральской области. В октябре 1931 года коммуна переименована в колхоз «Ударник — сталинец».

## Население
| 1989 | 2002 | 2010 |
| ---- | ---- | ---- |
| 37   | ↘24  | ↗27  |

По данным переписи 1926 года в коммуне проживало 161 человек (81 мужчина и 80 женщин), в том числе: русские составляли 98 % населения.